# Захаров, Георгий Тимофеевич
Георгий Тимофеевич Захаров (23 ноября 1901 года, Боровки, Тверская губерния, Российская империя — после 1954 года, СССР) — советский военачальник, военный историк, полковник (01.04.1940).

## Биография
Родился 23 ноября 1901 года в деревне Боровки, ныне Сельское поселение Микулинское, Лотошинский район, Московская область, Россия. Русский.

### Гражданская война
10 марта 1918 года добровольно вступил в РККА в городе Вязьма. Несколько дней служил там же в местной стрелковой роте, после чего зачислен в 1-ю Вяземскую батарею. В мае — июле в ее составе сражался с белочехами в районах Пензы, Самары, Сызрани. В августе батарея убыла на Восточный фронт, где воевала в составе Левобережной группы войск 5-й армии. В начале ноября она вошла во вновь сформированную 27-ю стрелковую дивизию. В ее составе участвовала в боях против войск адмирала А. В. Колчака в районах Казань, Чистополь, Курган, Бугуруслан, Уфа, Бирск, Челябинск, Петропавловск, Ишим. С мая 1919 года Захаров член РКП(б). В сентябре 1919 года направлен на артиллерийские курсы 5-й армии, затем был переведен на 1-е Сибирские артиллерийские курсы в городе Барнаул, где проходил, обучение курсантом и помощником командира взвода. В июле 1920 года переведен в Высшую военную школу Сибири в городе Омск.

### Межвоенные годы
В октябре 1921 года Захаров окончил школу и был направлен на 15-е артиллерийские курсы, где проходил службу командиром взвода, помощником командира батареи, начальником разведки и врид командира батареи. В декабре 1927 года назначен в артиллерийский полк 21-й Пермской стрелковой дивизии в городе Томск. Здесь он последовательно занимал должности помощника командира и врид командира дивизиона, начальника полковой школы. С октября 1930 года по июнь 1931 года проходил переподготовку на артиллерийских KУКС РККА в городе Детское Село, затем вернулся на прежнюю должность. В декабре 1931 года переведен в Объединенную военную школу им. ВЦИК в Москве, где исполнял должность командира батареи и начальника штаба дивизиона. В 1936 году окончил вечернее отделение Военной академии РККА им. М. В. Фрунзе. С ноября 1936 года служил в 10-м отделе Генштаба на должностях помощника начальника и начальника 2-го отделения, с февраля 1940 года — начальник 2-го отделения Военно-исторического отдела.

### Великая Отечественная война
С началом войны полковник Захаров был назначен начальником артиллерии 230-й стрелковой дивизии, находившейся на формировании в ОдВО в городе Днепропетровск. С 5 августа дивизия в составе Резервной армии Южного фронта вела оборонительные бои по левому берегу Днепра северо-западнее Днепропетровска. С 25 августа Захаров назначен начальником штаба артиллерии 6-й армии. С 27 сентября армия в составе войск Юго-Западного фронта участвовала в Донбасской оборонительной операции. В январе 1942 года ее войска успешно действовали в Барвенково-Лозовской наступательной операции.
Летом 1942 года Захаров назначен начальником артиллерии — заместителем командира 203-й стрелковой дивизии, находившейся на формировании в станице Лабинская Краснодарского края. С июня дивизия вошла в резерв Ставки ВГК и по железной дороге была переброшена на станцию Арчеда в Резервную армию (с 10 июля — 63-я). 28 июня она вышла в район Красный лес (на левом берегу р. Дон), где перешла к обороне на рубеже устье реки Хамур, Нижнезадонский, Евдокиевский. 21-23 августа дивизия под огнем противника форсировала реку Дон в районе хутора Верхне-Матвеевский станицы Еланская, захватила плацдарм на правом берегу реки и удерживала его до октября. В ходе контрнаступления под Сталинградом она, действуя в составе 1-й гвардейской армии Юго-Западного фронта, наступала в направлении Горбатовский, Боковская, Вислогубов, Кружилин. С 12 по 23 декабря 1942 года дивизия, форсировав реку Чир, отразила массированные контратаки танков противника, а затем, совершив обходной маневр, ударила по правому флангу противника и освободила город Краснокутск Ростовской области.
С января 1943 года полковник Захаров — начальник штаба артиллерии 3-й гвардейской армии. Участвовал с ней в Ворошиловградской наступательной операции, затем в оборонительных боях на реке Северский Донец. В начале марта назначен командующим артиллерией 19-го стрелкового корпуса. В апреле был переведен заместителем командующего артиллерией 29-го гвардейского стрелкового корпуса. Воевал с ним на Юго-Западном и 3-м Украинском фронтах. В составе 8-й гвардейской армии участвовал в Донбасской и Запорожской наступательных операциях, в освобождении городов Барвенково и Запорожье. В этих боях 23 февраля 1944 года был тяжело ранен. После выздоровления 10 августа 1944 года назначен командиром 10-й корпусной артиллерийской бригады. В это время бригада в боевых действиях не участвовала.
С октября 1944 года вступил в командование 1-й артиллерийской дивизией прорыва РГК. С 11 ноября по 31 декабря 1944 года она находилась в непосредственном подчинении командующего войсками Ленинградского фронта. К 7 января 1945 года дивизия в составе 3-го артиллерийского Ленинградского корпуса прорыва РГК была передислоцирована на 2-й Белорусский фронт и в составе 65-й армии участвовала в Восточно-Прусской и Млавско-Эльбингской наступательных операциях. Затем, войдя в подчинение 19-й армии, поддерживала ее войска в Восточно-Померанской наступательной операции. С 7 апреля по 3 мая 1945 года ее части в составе 8-й гвардейской армии 1-го Белорусского фронта принимали участие в Берлинской наступательной операции и штурме Берлина.
За время войны комдив Захаров был семь раз персонально упомянут в благодарственных приказах Верховного Главнокомандующего.

### Послевоенное время
После войны полковник Захаров продолжал командовать 1-й артиллерийской дивизией прорыва РВК в Северной группе войск. В октябре 1946 года переведен в штаб артиллерии Вооруженных сил СССР на должность начальника 5-го отдела (по изучению и использованию опыта артиллерии в войне). С мая 1948 года проходил службу старшим научным сотрудником в Управлении изучения опыта войны Генерального штаба, с августа 1949 года — в 1-м отделе Управления по исследованию вопросов тактики и оперативного искусства Главного военно-научного управления Генштаба, с мая 1953 года — в 1-м отделе Военно-научного управления Генштаба. За время службы в Вооруженных силах СССР Захаров разработал и издал ряд военно-исторических трудов. 17 июня 1954 года полковник Захаров уволен в отставку по болезни.

## Награды
- орден Ленина (21.02.1945)[4]
- пять орденов Красного Знамени (22.03.1943[5], 28.10.1943[6], 02.05.1944[7], 03.11.1944[4], 24.06.1948[4])
- орден Суворова II степени (29.05.1945)[8]

медали, в том числе:
- «XX лет Рабоче-Крестьянской Красной Армии» (1938)[8]
- «За оборону Сталинграда» (21.12.1943)[9]
- «За победу над Германией в Великой Отечественной войне 1941—1945 гг.» (1945)
- «За взятие Кёнигсберга»
- «За взятие Берлина»

Приказы (благодарности) Верховного Главнокомандующего в которых отмечен Г. Т. Захаров
- За овладение городами Шлохау, Штегерс, Хаммерштайн, Бальденберг, Бублид — важными узлами коммуникаций и сильными опорными пунктами обороны немцев. 27 февраля 1945 года. № 285.
- За овладение городом Штольп — важным узлом железных и шоссейных дорог и мощным опорным пунктом обороны немцев в Северной Померании. 9 марта 1945 года. № 297.
- За овладение штурмом городом Гдыня — важной военно-морской базой и крупным портом на Балтийском море. 28 марта 1945 года. № 313.
- За форсирование восточного и западного Одера южнее Штеттина, прорыв сильно укрепленную оборону немцев на западном берегу Одера и овладение главным городом Померании и крупным морским портом Штеттин, а также занятие городов Гартц, Пенкун, Казеков, Шведт. 26 апреля 1945 года. № 344.
- За овладение городами Пренцлау, Ангермюнде — важными опорными пунктами обороны немцев в Западной Померании. 27 апреля 1945 года. № 348.
- За овладение городами и важными узлами дорог Анклам, Фридланд, Нойбранденбург, Лихен и вступили на территорию провинции Мекленбург. 29 апреля 1945 года. № 351.
- За овладение городами Барт, Бад-Доберан, Нойбуков, Варин, Виттенберге и за соединение на линии Висмар — Виттенберге с союзными нам английскими войсками. 3 мая 1945 года. № 360.

Других государств
- орден
- медали

## Труды
- Захаров Г. Т. Русско-шведская война 1808—1809 гг. / полк. Г. Захаров. — М.: Воениздат, 1940. — 88 с. — (Военно-историческая библиотека).
- Артиллерия в армейской наступательной операции. Москва : Воениздат, 1951.
- Артиллерия в Витебско-Оршанской, Могилевской и Бобруйской операциях. Москва : Воениздат, 1952.